# Karl Daxbacher
Karl Daxbacher (Sankt Pölten, 1953. április 15. –) válogatott osztrák labdarúgó, középpályás, edző.

## Pályafutása

### Klubcsapatban
1971 és 1985 között az Austria Wien, 1985 és 1987 között a Kremser SC labdarúgója volt. Az Austria csapatával hét bajnoki címet és négy osztrákkupa-győzelmet nyert. Tagja volt az 1977–78-as idényben KEK-döntős csapatnak.

### A válogatottban
1972 és 1976 között hat alkalommal szerepelt az osztrák válogatottban.

### Edzőként
1988-ban a Kremser SC csapatánál kezdte az edzői pályafutását. Ezt követően dolgozott a Leistungszentrum St. Pöltennél és az ASV Statzendorfnál. 1994–95-ben az SV Horn, 1997 és 1999 között az SV Würmla, 2000 és 2002 között az SKN St. Pölten vezetőedzője volt. 2002 és 2006 között az Austria Wien második csapatának az edzője volt. 2006 és 2008 között a LASK Linz szakmai munkáját irányította. 2008 és 2011 között az Austria Wien vezetőedzőjeként dolgozott és egy osztrákkupa-győzelmet ért el a csapattal. 2012 és 2015 között ismét a LASK Linz, 2015–16-ban újra az SKN St. Pölten, majd 2017 és 2019 között a Wacker Innsbruck vezetőedzője volt.

## Sikerei, díjai

### Játékosként
Austria Wien
- Osztrák bajnokság
  - bajnok (7): 1975–76, 1977–78, 1978–79, 1979–80, 1980–81, 1983–84, 1984–85
- Osztrák kupa
  - győztes (4): 1974, 1977, 1980, 1982
- Kupagyőztesek Európa-kupája (KEK)
  - döntős: 1977–78

### Edzőként
Austria Wien
- Osztrák kupa
  - győztes: 2009